# Davina Simons
Davina Simons (Wilrijk, 15 mei 1995) is een Belgisch strafpleiter.

## Biografie
Davina Simons bracht haar jeugd door in Ekeren. Zij groeide op in armoede, kwam onder toezicht van de jeugdrechter en moest reeds van in het middelbaar verschillende studentenjobs uitoefenen om haar studies te bekostigen. Hoewel het niet evident was, besloot ze rechten te studeren om te strijden tegen het onrecht en de gevolgen van het gebrek aan kansen waarmee ze in haar jeugd geconfronteerd werd. Ze behaalde in 2019 haar masterdiploma in de rechten aan de Universiteit van Gent.
Haar moeder kreeg in 2015 een erfelijke vorm van borstkanker. Bij een genetische test van de twee dochters werd vastgesteld dat Davina drager was van het zelfde BRCA1-gen. Davina Simons koos op 22-jarige leeftijd resoluut voor een preventieve dubbele mastectomie, gevolgd door meerdere operaties voor borstreconstructies.
Na haar studies begon Simons als advocaat-stagiair in het advocatenkantoor van Walter Damen en specialiseerde zich in strafrecht en strafprocesrecht. In 2022 werd ze advocate aan de balie van Antwerpen met een focus op zedenzaken en gewelddelicten en later ook jeugdrecht.
Ze kreeg bekendheid door haar betrokkenheid bij strafzaken met grote mediabelangstelling, waaronder de verdediging van de acteur Jan Van Hecke, een lid van van de studentenclub Reuzengom en de radiopresentator Sven Pichal.
Begin 2025 verliet ze het kantoor van Walter Damen om haar eigen advocatenpraktijk, gespecialiseerd in zedenzaken en gewelddelicten, te starten.

## Mediapersoonlijkheid
Davina Simons is als advocate een bijzondere verschijning, met opvallende make up en steeds uitgedost in kleurrijke kleding en glitter. Onder impuls van haar mentor en mediapersoonlijkheid Walter Damen werd zij uitgenodigd in tv-programma's zoals Terzake, De Afspraak en De Tafel van Gert, waarin ze zich onmiddellijk wist te profileren als opiniemaakster. Zij gaat moeilijke discussies niet uit de weg en durft een eigen standpunt in te nemen tegen populistische opvattingen in. Zij verdedigt zowel slachtoffers als daders en is zeer begaan met het  menselijk aspect in een rechtszaak. Ze kwam sindsdien regelmatig aan bod in kranten, tijdschriften en andere media en werd een vaste "tafelspringer" in de Tafel van Gert. Op 24 december 2024 was ze de centrale gast in het programma De Zandloper en op 25 mei 2025 in het programma Als de muren konden spreken van Radio 2.
Davina Simons is zeer sportief, onder andere als hardloopster. Ze werd uitgenodigd om deel te nemen aan een zware training in het televisieprogramma Special Forces: Wie durft wint op VTM in 2024. Ze verliet het programma in de voorlaatste aflevering.
In juni 2025 verscheen ze in Viva la Feta, het amusementsprogramma waarin Otto-Jan Ham en Jani Kazaltzis bekende Vlamingen (en Nederlanders) ontvangen op het Griekse eiland Sifnos.
Simons is als opiniemaker vooral betrokken bij thema’s rond partnergeweld, vrouwenrechten, jeugddelinquentie, de werking van justitie en alcohol- en drugsgebruik. Over haar medische ervaringen rond de preventieve dubbele mastectomie en borstreconstructie publiceerde ze met de steun van fotografe Lieve Blancquaert een persoonlijke getuigenis in een blog, waarmee ze bijdroeg aan bewustwording rond dit onderwerp. Deze getuigenis brengt ze regelmatig in de media. Ze wordt beschouwd als een rolmodel in de problematiek van preventieve borstamputatie.